# 81st Infantry Division (Vereinigte Staaten)

Aktuelles Abzeichen der 81. Infanteriedivision

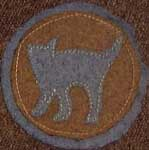
Erstes Abzeichen der 81. US-Infanteriedivision während des Ersten Weltkrieges

Die 81st Infantry Division (deutsch 81. US-Infanteriedivision) war ein Großverband der US Army im Ersten und Zweiten Weltkrieg. Ihr Spitzname war Wildcat Division, ihr Slogan lautete Wildcats Never Quit. Als Schulterabzeichen trugen sie eine schwarze Wildkatze auf graubraunem Hintergrund.

## Geschichte

### Erster Weltkrieg
Im Ersten Weltkrieg wurde die Division im September 1917 aktiviert und im August 1918 nach Europa verlegt. Ihr Haupteinsatzgebiet war Frankreich. Die Division nahm an der Meuse-Argonne-Offensive teil. 195 Angehörige der 81. US-Infanteriedivision starben im Ersten Weltkrieg, 909 wurden verwundet. Am 11. Juni 1919 löste man die Division in Hoboken, New Jersey auf.

### Zweiter Weltkrieg

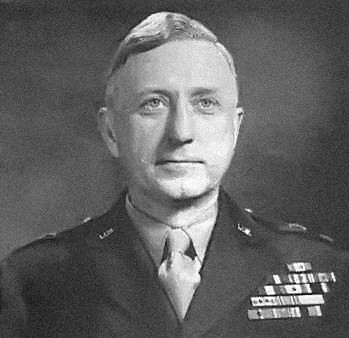
Generalmajor Paul J. Mueller

Am 15. Juni 1942 wurde die Division erneut aufgestellt und am 3. Juli 1944 in die Pazifikregion verlegt. Sie war beteiligt an der Schlacht um die Palau-Inseln (Peleliu, Angaur, Ulithi), der Rückeroberung der Philippinen und an der Alliierten Besetzung Japans.
Die Division unter Major General Paul Mueller war 166 Tage im Kampfeinsatz. Insgesamt wurden 2314 Mann Verluste an Toten und Verwundeten verzeichnet. Soldaten dieser Division wurden u. a. mit sieben Distinguished Service Crosses, zwei Distinguished Service Medals, 281 Silver Stars und sieben Legion of Merit ausgezeichnet. Die 81. Infanteriedivision wurde am 30. Januar 1946 in Japan aufgelöst.

## Kommandeure
- Brigadegeneral Charles H. Barth (25. August – 8. Oktober 1917)
- Generalmajor Charles Justin Bailey (8. Oktober 1917 – 11. November 1918)
- Generalmajor Gustav H. Franke (Juni – August 1942)
- Generalmajor Paul J. Mueller (August 1942–1945)